# Tuccio Musumeci
Concetto Musumeci, detto Tuccio (Catania, 20 aprile 1934), è un attore italiano, attivo in teatro, al cinema e in televisione.

## Biografia
Inizia la sua attività nel campo dello spettacolo esibendosi nel cabaret e nell'avanspettacolo in compagnia di Pippo Baudo nella Catania degli anni sessanta del XX secolo.
La svolta della sua carriera di attore avviene con la costituzione del Teatro Stabile di Catania nel quale inizia a recitare in lavori teatrali, per lo più comici, sia in lingua italiana che in siciliano. Uno dei suoi primi successi fu Il berretto a sonagli di Luigi Pirandello, interpretato da Turi Ferro. La sua mimica da burattino e la sua vis comica innata, gli hanno consentito una lunga carriera di successo.
La sua attività teatrale lo ha visto impegnato in ruoli, come quelli in Cronaca di un uomo di Giuseppe Fava, Il consiglio d'Egitto di Leonardo Sciascia, Pipino il breve di Tony Cucchiara e Classe di ferro, spettacolo di Aldo Nicolaj che ha debuttato, nel 2003, al Teatro Biondo di Palermo, per la regia di Renato Giordano e le musiche di Matteo Musumeci.
Ha calcato i maggiori palcoscenici nazionali e internazionali, come il Piccolo Teatro di Milano, Teatro Stabile di Genova, Teatro Verdi di Trieste, Teatro Argentina di Roma, Teatro Stabile di Napoli, Istituto nazionale del dramma antico, Beaumont Theatre di New York e il Teatro Colón di Buenos Aires.
Proprio a New York nel 1985 ha ricevuto, per la sua interpretazione nel ruolo di Pipino il Breve, il premio Italian - American Forum al Mark Hellinger Theatre.
Spesso ha recitato in coppia con Pippo Pattavina.
Ha preso parte anche ad una quindicina di film, sempre in ruoli da caratterista, fra i quali Mimì metallurgico ferito nell'onore di Lina Wertmüller, Porte aperte di Gianni Amelio, Lo voglio maschio di Ugo Saitta, Virilità di Paolo Cavara e La matassa di Ficarra e Picone. È stato guest star in un episodio dell'ottava serie di Don Matteo, interpretando il suocero del maresciallo Cecchini, interpretato da Nino Frassica. Dal 2021 è nel cast della serie televisiva Màkari nella parte del padre del protagonista.
Dal 2008 è direttore artistico del Teatro Vitaliano Brancati di Catania.
Ha due figli: Matteo, compositore, e Claudio, che ha intrapreso l'attività del padre.

## Filmografia parziale

### Cinema
- La ragazza del prete, regia di Domenico Paolella (1970)
- Lo voglio maschio, regia di Ugo Saitta (1971)
- Acquasanta Joe, regia di Mario Gariazzo (1971)
- Mimì metallurgico ferito nell'onore, regia di Lina Wertmüller (1972)
- Virilità, regia di Paolo Cavara (1974)
- Catene, regia di Silvio Amadio (1974)
- Il lumacone, regia di Paolo Cavara (1974)
- L'adolescente, regia di Alfonso Brescia (1976)
- Prima notte di nozze, regia di Corrado Prisco (1976)
- Bello di mamma, regia di Rino Di Silvestro (1980)
- La gatta da pelare, regia di Pippo Franco (1981)
- Teste di quoio, regia di Giorgio Capitani (1981)
- Pierino il fichissimo, regia di Alessandro Metz (1981)
- La sai l'ultima sui matti?, regia di Mariano Laurenti (1982)
- Vigili e vigilesse, regia di Francesco Prosperi (1982)
- Gian Burrasca, regia di Pier Francesco Pingitore (1982)
- Delitti, amore e gelosia, regia di Luciano Secchi (1982)
- Porte aperte, regia di Gianni Amelio (1990)
- La matassa, regia di Ficarra e Picone e Giambattista Avellino (2009)
- Italo, regia di Alessia Scarso (2014)
- Il delitto Mattarella, regia di Aurelio Grimaldi (2019)
- Librino Express, regia di Alfio D'Agata  (2020)
- La stranezza, regia di Roberto Andò (2022)
- Un viaggio per incontrare Mimì, regia di Alfredo Lo Piero – docufilm (2024)
- Depistaggio Borsellino, regia di Aurelio Grimaldi (2025)

### Televisione
- Mastro Don Gesualdo, regia di Giacomo Vaccari – miniserie TV (1964)
- I racconti del maresciallo – serie TV, 2 episodi (1968)
- Il marchese di Roccaverdina, regia di Edmo Fenoglio – miniserie TV (1972)
- Giochiamo al varieté, regia di Antonello Falqui – varietà (Rete 1, 1980)
- Aeroporto internazionale – serie TV (1985)
- Album di famiglia, regia di Mario Calì – film TV (1991)
- Il commissario Montalbano – serie TV, episodi 8x01-14x02 (2011-2020)
- Don Matteo – serie TV, episodio 8x11 (2011)
- Màkari – serie TV (2021-2024)

## Teatro
- Ma chi è? (1945)
- L'eroe di Oswecim (1947)
- Quattro guai per Benito (1952)
- Quattro in matrimonio (1955)

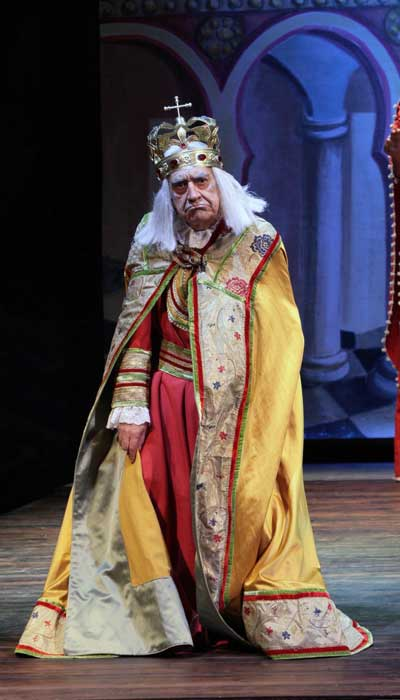
Tuccio Musumeci nel ruolo di Pipino il Breve al Teatro Stabile di Catania (dicembre 2008)

- Donna presente sconfitta imminente (1958)
- Malìa di Francesco Paolo Frontini, con Turi Ferro. Teatro Stabile di Catania (1958)
- Annata ricca massaru cuntentu (1959)
- La giara di Luigi Pirandello (1959)
- Così è (se vi pare) di Luigi Pirandello (1959)
- L'eredità dello zio canonico) (1959)
- San Giovanni decollato (1960)
- I Don (Re di denari) (1960)
- Il paraninfo (1961)
- Fiat voluntas Dei (1961)
- L'uomo, la bestia e la virtù di Luigi Pirandello (1961)
- Il marchese di Ruvolito (1961)
- Né di Venere né di Marte (1963)
- L'imbecille di Luigi Pirandello (1963)
- Il giorno della civetta di Leonardo Sciascia (1963)
- Testa di mulo (1963)
- Dal tuo al mio (1963)
- Il cittadino Nofrio (1963)
- La giara di Luigi Pirandello (1964)
- Il gioco delle parti di Luigi Pirandello (1964)
- Il riscatto (1964)
- Una abitudine a che serve? (1964)
- I Viceré di Federico De Roberto (1964)
- Ballata in Sicilia (1964)
- Il villaggio Stepancikovo (1964)
- Ma non è una cosa seria di Luigi Pirandello (1964)
- Lu surdatu vantaloru (1965)
- L'arte di Giufà (1967)
- Il malato immaginario di Molière (1967)
- Cronaca di un uomo (1967)
- Week end (1967)
- Le bisacce del lupinaro (1968)
- I I mafiosi (1968)
- Ordine e matrimonio (1968)
- Il Valzer del defunto signor Giobatta (1968)
- Il cuore sbagliato (1972)
- Stasera Cabaret (1972)
- Il proboviro (1972)
- U Ciclopu (1972)
- Il contravveleno (1974)
- Bello, bellissimo! (1975)
- Matrimonio nella civita (1975)
- Sarto per signora di Georges Feydeau (1975)
- Quacquarà (1976)
- Gli industriali del ficodindia (1978)
- Pipino il breve e Berta la piedona (1978)
- La scuola delle mogli di Molière (1979)
- I Carabinieri (1979)
- La baronessa di Carini (1979)
- A ciascuno il suo, riduzione teatrale del romanzo di Leonardo Sciascia (1980)
- L'altalena (1982)
- I Malavoglia di Giovanni Verga (1982)
- Questi poveri piccoli uomini feroci (1982)
- Pensaci, Giacomino! di Luigi Pirandello (1984)
- I Malavoglia di Giovanni Verga (1984)
- L'eredità dello zio buonanima (1984)
- Gli industriali del ficodindia (1988)
- La Sagra del signore della nave (1988)
- Quando non arrivarono i nostri (1989)
- San Giovanni decollato (1989)
- Miles gloriosus di Tito Maccio Plauto (1989)
- L'eredità dello zio canonico (1990)
- Vita, miseria e dissolutezza di Micio Tempio, poeta di Filippo Arriva (1991)
- Casa La Gloria (1992)
- L'Altalena (1992)
- L'aria del continente (1992)
- Il Pipistrello, operetta di Johann Strauss (1993)
- Sogno di una notte di fine estate (1993)
- Miles gloriosus di Tito Maccio Plauto (1994)
- L'amicu di tutti (1998)
- Lu Cavaleri Pidagna (1998)
- Gatta ci cova (1998)
- Il Marchese di Ruvolito (1999)
- Il birraio di Preston di Andrea Camilleri (1999)
- Miles gloriosus di Tito Maccio Plauto (1999)
- Annatta ricca massaru cuntentu (2000)
- Vita, miseria e dissolutezza di Micio Tempio, poeta (2003)
- Dyskolos (2003)
- Pierino e il lupo (2004)
  - A notti nun fa friddu (2006)
- Il comico e la spalla (2006)
- La concessione del telefono (2007)
- Due dozzine di rose scarlatte (2008)
- L'incidente (2009)
- Un siciliano a Parigi (2010)
- Miseria e nobiltà (2011)
- A notti nun fa friddu (2012)
- Ragazzi per sempre (2012)
- Fumo negli occhi (2013)
- Non ti pago! (2014)
- Il medico dei pazzi (2014)
- Il berretto a sonagli (2015)
- Piccolo grande varietà (2015)
- Annata ricca, massaru cuntentu (2016)
- Il Marchese di Ruvolito (2016)
- Il Cavaliere Pidagna (2016)
- I Fratelli Ficicchia (2017)
- La vedova allegra, operetta di Franza Lehár (2017)
- Addio vecchio Sangiorgi (2018)
- Filippo Mancuso e Don Lollò (2018)
- Fiat Voluntas Dei (2019)
- Gli industriali del ficodindia (2019)